# Російська Повстанська Армія
Російська Повстанська Армія — парамілітарна російська політична організація, створена 29 грудня 2014 року в Києві. РПА є незалежною політичною організацією російських біженців та емігрантів, які воюють на боці України у складі добровольчих батальйонів.
22 січня 2015 року за вимогою Генпрокуратури РФ до реєстру заборонених сайтів внесли ролик «Створення Російської Повстанської Армії (РПА)» на YouTube за «заклики воювати проти режиму Путіна зі зброєю в руках». У результаті 28 січня 2015 року Роскомнагляд вніс найбільший відеохостинг YouTube до реєстру заборонених сайтів. Протягом того ж дня ролик «Створення Російської Повстанської Армії (РПА)» вилучили з операторського вивантаження, після чого YouTube на території Росії розблокували.
РПА позиціонує себе як «армія російської опозиції» в протистоянні опозиції та влади Росії. Організація веде підпільну діяльність на території Російської Федерації.
РПА сповідує націоналізм, націонал-лібералізм, правоцентризм, атлантизм, антикомунізм, критика ісламізму і євразійства.
Вимоги та цілі РПА викладені в маніфесті :
- Повалення режиму Путіна та неорадянської номенклатури, засновані на владі насильства та гноблення, що привласнили собі багатства й надра народів Росії;
- Припинення війни в Україні та будь-яких спроб реваншистських сил розпалювати міжнаціональні конфлікти на пострадянському просторі;
- Закріплення національного суверенітету російського народу в Російській Федерації та у світі.

В основу нової державності народів Росії РПА закладає такі основні засади:
1. Рівність всіх народів Російської Федерації та їхнє дійсне право на національний розвиток, самовизначення і державну самостійність.
2. Справжня федералізація Росії. Повернення виборності влади на всіх рівнях. Головним законодавчим органом Російської Федерації є Парламент.
3. Закріплення за російським народом землі не на шкоду інтересів інших народів Росії. Російське національне представництво в органах федеральної влади — Парламенті.
4. Збереження миру та встановлення дружніх відносин з усіма країнами і всебічний розвиток міжнародної співпраці. Надання права національним республікам у складі Російської Федерації самостійно вибирати економічне співробітництво та розвиток.
5. Дерадянізація.
6. Лібералізація економіки, реформи та перетворення, спрямовані на зменшення прірви між багатими і бідними для збагачення нації і кожного громадянина зокрема. Створення умов для вільної торгівлі і конкуренції.
7. Вільний продаж землі громадянам РФ. Земельна амністія. Все, що знаходиться на землі і під землею, надра, належать власнику і тільки власник має право розпоряджатися ними на власний розсуд.
8. Закріплення непорушності права приватної власності та результатів праці. Неприпустимість перегляду приватизації. Зменшення частки держави в економіці. Ліквідація монополій. Приватизація держкомпаній і продаж держмайна громадянам Російської Федерації.
9. Рівність перед законом незалежно від заслуг перед державою. Ніхто не має права вимагати собі підвищених прав чи іншого ставлення на підставі своєї проголошеної унікальності. Рівна доступність базової освіти та медичної допомоги.
10. Кожен громадянин РФ має право на захист свого життя, сім'ї та власності. Вільний продаж зброї.
11. Свобода слова і зборів. Ніхто не має права бути засудженим за слова і думки.
12. Російська Федерація є світською державою. Церква відділена від держави. Жодна релігія не може встановлюватися як державна чи обов'язкова. Релігійні організації не мають права на підтримку державних інститутів і зобов'язані здійснювати свою діяльність, виходячи лише з власних ресурсів.
13. Люстрація, за якої ніхто не може бути засуджений за роботу в держорганах при режимі Путіна, але повинен буде покинути займаний ним пост і відзвітувати про природу одержуваних ним доходів, правомірності прийнятих ним рішень і факти порушення закону.

## Акції прямої дії
26.10.2016 — підпал штаб-квартири «Фабрики тролів» у Санкт-Петербурзі.
16.11.2016 — підпал будинку губернатора Волгоградської області Андрія Бочарова.
03.02.2017 — ліквідація екс-депутата Искитимського району міста Бердськ від партії «Єдина Росія» Володимира Шевцова.
21.04.2017 — за однією з версій саме РПА організували напад на приймальню ФСБ в Хабаровську. У ході перестрілки вбили співробітника ФСБ відділу з боротьби з екстремізмом і перекладача з азербайджанської. Нападника, якого пізніше ідентифікували як російського націоналіста Антона Конєва, застрелили на місці співробітники федеральних правоохоронних органів.